# Алгоритм «кенгуру» Полларда
В вычислительной теории чисел и вычислительной алгебре алгоритм «кенгуру» Полларда (а также лямбда-алгоритм Полларда, см. раздел «Название» ниже) — это алгоритм решения задачи дискретного логарифмирования. Алгоритм был предложен в 1978 специалистом в области теории чисел Дж. М. Поллардом в той же статье, что и его более известный ρ-алгоритм для решения той же задачи. Хотя Поллард описывает применение этого алгоритма для задачи дискретного логарифмирования в мультипликативной группе по модулю простого p, он является, фактически, общим алгоритмом дискретного логарифмирования — он будет работать на любой циклической конечной группе.

## Алгоритм
Пусть {\displaystyle G} — конечная циклическая группа порядка {\displaystyle n}, генерируемая элементом {\displaystyle \alpha }, и мы ищем дискретный логарифм {\displaystyle x} элемента {\displaystyle \beta } по основанию {\displaystyle \alpha }. Другими словами, мы ищем {\displaystyle x\in Z_{n}}, такое, что {\displaystyle \alpha ^{x}=\beta }. Лямбда-алгоритм позволяет нам искать {\displaystyle x} в некотором подмножестве {\displaystyle \{a,\ldots ,b\}\subset Z_{n}}. Мы можем искать полный набор возможных логарифмов, приняв {\displaystyle a=0} и {\displaystyle b=n-1}, хотя в этом случае ρ-алгоритм будет эффективнее. Поступаем следующим образом:
1. Выбираем множество {\displaystyle S} целых чисел и определяем псевдослучайное отображение {\displaystyle f:G\rightarrow S}.
2. Выберем целое число {\displaystyle N} и вычислим последовательность элементов группы {\displaystyle \{x_{0},x_{1},\ldots ,x_{N}\}} согласно формулам:
- {\displaystyle x_{0}=\alpha ^{b}\,}
- {\displaystyle x_{i+1}=x_{i}\alpha ^{f(x_{i})}} для {\displaystyle i=0,1,\ldots ,N-1}

3. Вычислим
{\displaystyle d=\sum _{i=0}^{N-1}f(x_{i})}.
Заметим, что
{\displaystyle x_{N}=x_{0}\alpha ^{d}=\alpha ^{b+d}\,.}
4. Начинаем вычислять вторую последовательность элементов группы {\displaystyle \{y_{0},y_{1},\ldots \}} по формулам
- {\displaystyle y_{0}=\beta \,}
- {\displaystyle y_{i+1}=y_{i}\alpha ^{f(y_{i})}} для {\displaystyle i=0,1,\ldots ,N-1}

и соответствующую последовательность целых чисел согласно формуле
{\displaystyle d_{n}=\sum _{i=0}^{n-1}f(y_{i})}.
Заметим, что
{\displaystyle y_{i}=y_{0}\alpha ^{d_{i}}=\beta \alpha ^{d_{i}}} для {\displaystyle i=0,1,\ldots ,N-1}
5. Прекращаем вычисления {\displaystyle \{y_{i}\}} и {\displaystyle \{d_{i}\}}, когда выполняется одно из условий
A) {\displaystyle y_{j}=x_{N}} для некоторого {\displaystyle j}. Если последовательности {\displaystyle \{x_{i}\}} и {\displaystyle \{y_{j}\}} «сталкиваются» таким способом, мы имеем:
{\displaystyle x_{N}=y_{j}\Rightarrow \alpha ^{b+d}=\beta \alpha ^{d_{j}}\Rightarrow \beta =\alpha ^{b+d-d_{j}}\Rightarrow x\equiv b+d-d_{j}{\pmod {n}}}
так что мы нашли требуемое.
B) {\displaystyle d_{i}>b-a+d}. Если это случилось, алгоритм потерпел неудачу в поиске {\displaystyle x}. Может быть сделана другая попытка путём изменения множества {\displaystyle S} или/и отображения {\displaystyle f}.

## Сложность
Поллард указал для алгоритма временную сложность {\displaystyle {\scriptstyle O({\sqrt {b-a}})}}, основываясь на вероятностной аргументации, что вытекает из предположения, что f действует псевдослучайно. Заметим, что в случае, когда размер множества {a, …, b} измеряется а битах, что обычно в теории сложности, множество имеет размер log(b − a), так что алгоритмическая сложность равна {\displaystyle {\scriptstyle O({\sqrt {b-a}})=O(2^{{\frac {1}{2}}\log(b-a)})}}, что является экспонентой от размера задачи. По этой причине лямбда-алгоритм Полларда считается алгоритмом экспоненциальной сложности. За примером подэкспоненциального по времени алгоритма см. Алгоритм исчисления порядка.

## Название
Алгоритм известен под двумя названиями.
Первое название — алгоритм «кенгуру» Полларда. Имя относится к аналогии, используемой в статье, где алгоритм был предложен. В статье алгоритм объясняется в терминах использования ручного кенгуру для поимки дикого. Как объяснял Поллард, эта аналогия была навеяна «обворожительной» статьёй, опубликованной в том же выпуске журнала Scientific American, что и публикация RSA криптосистемы с открытым ключом. Статья описывает эксперимент, в котором «энергетическая цена движения кенгуру, измеренная в терминах потребления кислорода на различных скоростях, была определена путём помещения кенгуру на беговую дорожку».
Второе название — лямбда-алгоритм Полларда. Очень похоже на имя другого алгоритма Полларда для дискретного логарифмирования, ρ-алгоритма, и это имя связано с похожестью визуализации алгоритма с греческой буквой лямбда ({\displaystyle \lambda }). Короткая линия буквы лямбда соответствует последовательности {\displaystyle \{x_{i}\}}. Соответственно, длинная линия соответствует последовательности {\displaystyle \{y_{i}\}}, которая «сталкивается с» первой последовательностью (подобно встрече короткой и длинной линии буквы).
Поллард предпочитает использование названия «алгоритм кенгуру», чтобы избежать путнаницы с некоторыми параллельными версиями ρ-алгоритма, которые тоже носят название «лямбда-алгоритмы».